# Cliftonville Football Club
Maillots
Actualités
Le Cliftonville Football Club est un club nord-irlandais de football basé à Belfast. Fondé en 1879, il est le plus ancien club de football de toute l'île d'Irlande. Depuis 1890, ses matchs à domicile se disputent sur le terrain de Solitude. Cliftonville a remporté à cinq reprises le championnat national et neuf fois la coupe. Ses proches adversaires sont le Crusaders Football Club avec lequel ils disputent le derby du Nord-Est de Belfast. Le club entretient une rivalité toute particulière avec les clubs de Linfield et Glentoran. Ses couleurs sont le rouge et le vert.

## Histoire

### Les débuts
L'histoire du club débute avec John McCredy McAlery, un jeune entrepreneur originaire du Comté de Down, qui est venu s’installer à Belfast où il se spécialise dans le commerce de textile. Passionné de sport, il participe à la création du Cliftonville Cricket Club en 1870 et occupe le poste de trésorier au sein du club. En 1878, lors de son voyage de noces en Écosse, il assiste à un match de football. De retour en Irlande, il invite Queen's Park et Caledonians à venir disputer un match amical à Belfast, remporté 3 à 2 par Queen's Park.
Le 20 septembre 1879, McAlery publie une annonce dans la News Letter et le Northern Whig invitant « les gentlemen désireux de devenir membre du club » de se rendre à un entraînement le jour même. C’est ainsi que le Cliftonville Association Football Club est créé, pour jouer sous « les règles de la Scottish Association ». L'année suivante, c'est encore McAlery qui est l'élément moteur de la Association irlandaise de football (IFA). Il lance une invitation à une réunion dans le but de mettre en place une organisation commune à l'échelle de la ville et le district de Belfast. Cette rencontre se déroule le 18 novembre 1880 au Queen's Hotel. L'assistance y crée la nouvelle fédération et la place sous la présidence du Major Chichester, McAlery devenant le secrétaire honoraire. Lors de cette réunion sont lancées les bases de la Coupe d'Irlande.

### Les premières années
La première Coupe d'Irlande de football est organisée en 1881. Après deux tours, la première finale se déroule le 9 avril 1881 et elle oppose Cliftonville au Moyola Park Football Club une équipe connue pour avoir « un jeu dur et brutal ». Moyola Park s'impose 1-0. L'année suivante Ciftonville est de nouveau en finale, cette fois-ci contre Queen's Island. Le club perd de nouveau la finale,. En 1883 Cliftonville remporte le tout premier trophée de son histoire en écrasant 5-0 l'Ulster Football Club en finale de la Coupe.
Au cours des années 1880, Cliftonville s'engage aussi dans la FA Cup disputant les éditions 1886-1887 et 1887-1888. La première année, le club de Belfast se hisse au troisième tour avant de se faire éliminer 0-11 par les Écossais du Partick Thistle Football Club. La saison suivante ils sont éliminés au deuxième tour par leurs voisins de Linfield à l'occasion d'une rencontre disputé le jour de noël.
L'étape suivante est la création d'un championnat annuel. La première réunion d'une association de clubs volontaires pour y participer a lieu le 14 mars 1890. La Ligue irlandaise de football est créée. Son premier président est M. McNeice, représentant de Cliftonville. Huit clubs se sont portés candidats : Clarence, Cliftonville, Distillery, Glentoran, Linfield, Milford, Oldpark, Ulster. Il faudra attendre la saison 1905-1906 pour que Cliftonville remporte son premier championnat.
En 1891, Cliftonville devient le premier club irlandais à utiliser un éclairage dans son stade pour permettre de jouer en soirée.Le Belfast NewsLetter relate cet évènement comme cela : « Cela semble incroyable, mais c'est un fait qu'en 1891, deux matchs ont été joués sous des lumières électriques à Cliftonville : Distillery a battu les Reds 4-2 et les Black Watch ont tenu Cliftonville en échec 2-2. Dans chaque cas, le coup d'envoi a été donné à 20 heures avec des lumières suspendues sur le terrain. Celles-ci ont été démontées plus tard avec l'annonce que les spectateurs trouvaient difficile de suivre l'action et que "le joueur semblait avoir tout le plaisir au milieu". L'expérience a été audacieuse, mais n'a pas connu un grand succès, le public étant sceptique, voire méprisant à l'égard de ce projet audacieux. ».

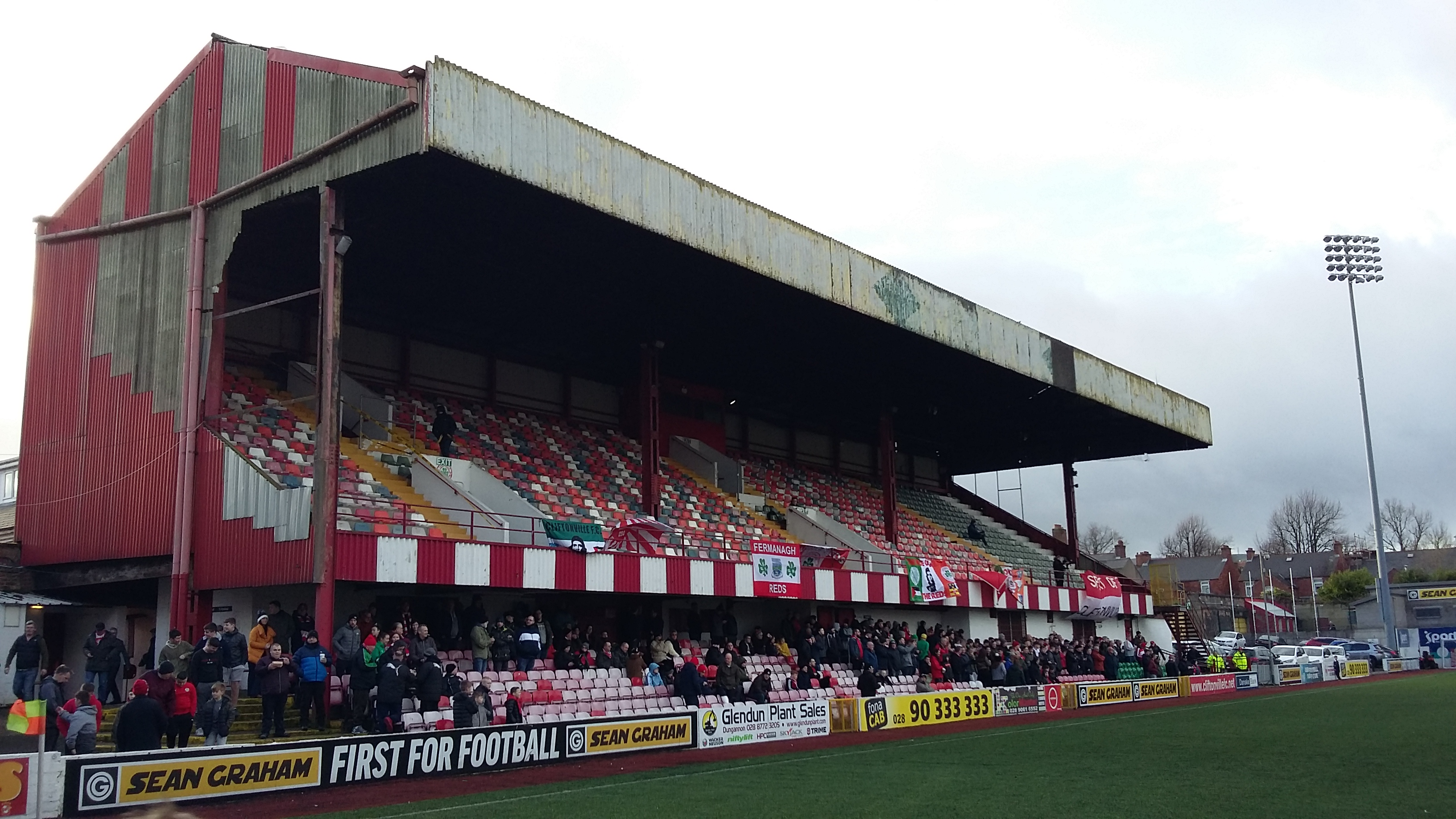
Tribune principale de Solitude

En 1897, Ciftonville remporte une nouvelle Coupe d'Irlande après une victoire 3-1 sur l'équipe du régiment britannique des Sherwood Foresters. Lors de l'édition de 1900, le club lance une protestation pour le moins inhabituelle après avoir été battu par le Belfast Celtic. Cliftonville se plaint en fait que les poteaux des buts auraient été trop courts. Après vérification de la fédération irlandaise, il s'avère que c'est bien le cas. Le résultat de la rencontre est donc annulé et le match donné à rejouer. Lors de cette nouvelle confrontation, Cliftonville renverse le score et s'impose. Ils remporteront ensuite la compétition en battant en fibale les dublinois du Bohemian Football Club sur le score de 2 à 1.

### Un club amateur
Les dirigeants ayant pris la décision de rester quoi qu'il arrive amateur, ils ont toujours refusé de devenir professionnel. Jusqu'en 1972 Cliftonville joue donc un rôle mineur dans le football nord-irlandais, multipliant les dernières places dans un championnat qui n'organise pas de relégation vers des divisions inférieures. Le premier match officiellement comme club professionnel a lieu le 4 août 1972.
Il faut attendre 1976, sous l'influence de son manager Jackie Hutton et de son assistant Jackie Patterson, pour que Cliftonville connaisse une révolution vers le monde professionnel qui culmine le 28 avril 1979 par l'accession à la finale de la Coupe d'Irlande du Nord à Windsor Park. C'est la première finale du club depuis celle de 1908. Devant une assistance de 18 000 spectateur, ce qui est très important pour l'époque à Belfast, Cliftonville bat Portadown sur le score de 3 buts à 2. Les buts sont marqués par John Platt, Mike Adair et pour conclure par Tony Bell. Cette victoire permet au club d'accéder pour la première fois de son histoire à une Coupe d'Europe. À l'automne 1979, le club de Belfast participe à la Coupe d'Europe des vainqueurs de coupe. Il est opposé aux français du FC Nantes. Cliftonville s'incline à domicile 0-1 et perdent largement à Nantes 7-0.

### Le professionnalisme
À partir de la fin des années 1990 Cliftonville est de plus en plus présent en tête des classements en Irlande du Nord. Sous le management de Marty Quinn, un des joueurs vainqueur de la Coupe de 1979, le club remporte enfin le championnat nord-irlandais. C'est la première victoire dans la compétition en 88 ans.

### LeXXIesiècle
Au tournant du XXIe siècle l'ancien joueur et ancien capitaine du club Marty Tabb est nommé manager de Cliftonville. Il réorganise la structure professionnelle. L'équipe se sauve de justesse en battant Ards lors du match de barrage lors de deux saisons consécutivement (1999 et 2000). En 2003 les Reds causent une surprise en gagnant la Coupe de la Ligue.
Les résultats continuent de progresser. Lors de la saison 2006-2007, Cliftonville se hisse à la troisième place du championnat et se qualifie ainsi pour la Coupe Intertoto
La saison 2012-2013 est l'année la plus glorieuse pour le Cliftonville Football Club. En janvier 2013, les Reds remportent la Coupe de la Ligue en battant en finale les voisins du Crusaders Football Club. Au mois d'avril suivant le club scelle la victoire en championnat en battant Linfield. Cliftonville échoue de peu à la réalisation du triplé car il est battu en finale de la Coupe d'Irlande du Nord. Le 4 mai 2013, la finale de la coupe les opposent à Glentoran. La défaite se dessine lors des prolongations lorsque Callacher puis Waterworth permettent à Glentoran de remporter la victoire.
La saison suivante commence par une confrontation avec le Celtic Glasgow lors du deuxième tour des qualifications à la ligue des champions Les Écossais s'avèrent bien trop forts et se qualifient facilement en gagnant 0-3 à Solitude puis 2-0 à Glasgow. En janvier 2014, Ciftonville conserve la Coupe de la Ligue en battant de nouveau en finale les Crusaders. la victoire est cette fois un peu plus longue à venir puisqu'après les prolongations les deux équipes n'ont pas réussi à se départager (0-0). Cliftonville s'impose 3-2 aux tirs au but. En fin de saison le club réussit aussi à conserver son titre de champion en devançant Linfield de six points. Joe Gormley est le meilleur buteur du championnat avec 27 réalisations en 38 journées.
Lors des deux saisons suivantes, Cliftonville remporte à nouveau la Coupe de la Ligue, établissant ainsi un record de quatre victoires consécutives.

## Bilan sportif

### Palmarès
- Championnat d'Irlande du Nord (5)
  - Champion : 1906, 1910, 1998, 2013, 2014

- Coupe d'Irlande du Nord (9)
  - Vainqueur : 1883, 1888, 1897, 1900, 1901, 1907, 1909, 1979, 2024
  - Finaliste : 1881, 1882, 1887, 1890, 1893, 1910, 1927, 1934, 1997, 1999, 2013, 2018, 2025

- Coupe de la Ligue d'Irlande du Nord (7)
  - Vainqueur : 2004, 2013, 2014, 2015, 2016, 2022 et 2025
  - Finaliste : 1995

- Supercoupe d'Irlande du Nord (2)
  - Vainqueur : 1999, 2014

### Bilan européen
Légende
- Victoire ou qualification pour le tour suivant
- Match nul
- Défaite ou élimination de la compétition

Note : dans les résultats ci-dessous, le score du club est toujours donné en premier
| Saison    | Compétition             | Tour                | Club                | Domicile | Extérieur | Total     |
| --------- | ----------------------- | ------------------- | ------------------- | -------- | --------- | --------- |
| 1979-1980 | Coupe des coupes        | Seizièmes de finale | FC Nantes           | 0 - 1    | 0 - 7     | 0 - 8     |
| 1996      | Coupe Intertoto         | Groupe 1            | Standard de Liège   | 0 - 3    | N/A       | Cinquième |
| 1996      | Coupe Intertoto         | Groupe 1            | Hapoel Haïfa        | N/A      | 1 - 1     | Cinquième |
| 1996      | Coupe Intertoto         | Groupe 1            | VfB Stuttgart       | 1 - 4    | N/A       | Cinquième |
| 1996      | Coupe Intertoto         | Groupe 1            | Aalborg BK          | N/A      | 0 - 4     | Cinquième |
| 1998-1999 | Ligue des champions     | Premier tour Q      | FC Košice           | 1 - 5    | 0 - 8     | 1 - 13    |
| 2001      | Coupe Intertoto         | Premier tour        | Tiligul Tiraspol    | 1 - 3    | 0 - 1     | 1 - 4     |
| 2007      | Coupe Intertoto         | Premier tour        | Dinaburg FC         | 1 - 1    | 1 - 0     | 2 - 1     |
| 2007      | Coupe Intertoto         | Deuxième tour       | KAA La Gantoise     | 0 - 4    | 0 - 2     | 0 - 6     |
| 2008-2009 | Coupe UEFA              | Premier tour Q      | FC Copenhague       | 0 - 4    | 0 - 7     | 0 - 11    |
| 2010-2011 | Ligue Europa            | Deuxième tour Q     | HNK Cibalia         | 1 - 0    | 0 - 0     | 1 - 0     |
| 2010-2011 | Ligue Europa            | Troisième tour Q    | CSKA Sofia          | 1 - 2    | 0 - 3     | 1 - 5     |
| 2011-2012 | Ligue Europa            | Premier tour Q      | The New Saints      | 0 - 1    | 1 - 1     | 1 - 2     |
| 2012-2013 | Ligue Europa            | Premier tour Q      | Kalmar FF           | 1 - 0    | 0 - 4     | 1 - 4     |
| 2013-2014 | Ligue des champions     | Deuxième tour Q     | Celtic FC           | 0 - 3    | 0 - 2     | 0 - 5     |
| 2014-2015 | Ligue des champions     | Deuxième tour Q     | Debrecen VSC        | 0 - 0    | 0 - 2     | 0 - 2     |
| 2016-2017 | Ligue Europa            | Premier tour Q      | FC Differdange 03   | 2 - 0    | 1 - 1     | 3 - 1     |
| 2016-2017 | Ligue Europa            | Deuxième tour Q     | AEK Larnaca         | 2 - 3    | 0 - 2     | 2 - 5     |
| 2018-2019 | Ligue Europa            | Premier tour Q      | FC Nordsjælland     | 0 - 1    | 1 - 2     | 1 - 3     |
| 2019-2020 | Ligue Europa            | Premier tour Q      | Barry Town United   | 4 - 0    | 0 - 0     | 4 - 0     |
| 2019-2020 | Ligue Europa            | Deuxième tour Q     | FK Haugesund        | 0 - 1    | 1 - 5     | 1 - 6     |
| 2022-2023 | Ligue Europa Conférence | Premier tour Q      | DAC Dunajská Streda | 0 - 3    | 1 - 2     | 1 - 5     |
| 2024-2025 | Ligue Conférence        | Deuxième tour Q     | FK Auda             | 1 - 2    | 0 - 2     | 1 - 4     |
| 2025-2026 | Ligue Conférence        | Premier tour Q      | St Joseph's FC      | 2 - 3 ap | 2 - 2     | 4 - 5     |

## Entraîneurs
Liste des entraîneurs de Cliftonville
| #  | Nom              | Période   |
| -- | ---------------- | --------- |
| 1  | Hugh McAteer     | 1897-1930 |
| 2  | James Sharp      | 1930-1931 |
| 3  | George Ferrett   | 1931-1938 |
| 4  | Len Oliver       | 1938-1939 |
| 5  | George Ferrett   | 1939-1945 |
| 6  | Tommy Sloan      | 1945-1946 |
| 7  | Jack Breedon     | 1946-1947 |
| 8  | Tommy Edwards    | 1947-1949 |
| 9  | George Ferrett   | 1949-1954 |
| 10 | Arthur Woodruff  | 1954-1957 |
| 11 | Johnny Deakin    | 1957-1959 |
| 12 | Ernie McCleary   | 1959-1961 |
| 13 | Norman Kernaghan | 1961-1966 |
| 14 | Jackie Cummings  | 1966-1969 |

| #  | Nom                               | Période   |
| -- | --------------------------------- | --------- |
| 15 | Kevin McGarry                     | 1969-1974 |
| 16 | Jim Rea (intérim)                 | 1974      |
| 17 | Brian Halliday                    | 1974-1976 |
| 18 | Jackie Hutton                     | 1976-1979 |
| 19 | Jimmy Brown                       | 1979-1981 |
| 20 | Ronnie McQuillan                  | 1981-1984 |
| 21 | Freddie Jardine et Albert Macklin | 1984-1985 |
| 22 | Billy Sinclair                    | 1985-1992 |
| 23 | Frankie Parkes                    | 1992-1994 |
| 24 | Marty Quinn                       | 1994-1999 |
| 25 | Rory O'Boyle (intérim)            | 1999      |
| 26 | Laurence Stitt                    | 1999-2002 |
| 27 | Marty Tabb                        | 2002-2004 |
| 28 | Liam Beckett                      | 2004-2005 |

| #  | Nom                            | Période   |
| -- | ------------------------------ | --------- |
| 29 | Eddie Patterson                | 2005-2011 |
| 30 | Tommy Breslin                  | 2011-2015 |
| 31 | Gerard Lyttle                  | 2015-2017 |
| 32 | Mal Donaghy et George McMullan | 2017      |
| 33 | Tommy Breslin                  | 2017      |
| 34 | Barry Gray                     | 2017-2019 |
| 35 | Michael Press                  | 2019      |
| 36 | Paddy McLaughlin               | 2019-     |